# Frédérik Cabana
Frédérik Cabana (* 16. Mai 1986 in Fleurimont, Québec) ist ein kanadischer Eishockeyspieler, der seit Oktober 2022 erneut bei den Heilbronner Falken in der DEL2 unter Vertrag steht.

## Karriere
Der 1,82 m große Center spielte zunächst in der kanadischen Juniorenliga QMJHL, wo er zwischen 2002 und 2006 für die Halifax Mooseheads auf dem Eis stand. In dieser Zeit wurde der Kanadier beim NHL Entry Draft 2004 als 171. in der sechsten Runde von den Philadelphia Flyers ausgewählt, die ihn schließlich 2006 unter Vertrag nahmen und zunächst beim Farmteam Philadelphia Phantoms einsetzten. Nachdem der Linksschütze zu Beginn der Saison 2008/09 nur noch unregelmäßig bei den Phantoms zum Einsatz gekommen war und stattdessen für Kooperationspartner in tiefklassigeren Minor Leagues gespielt hatte, wechselte Cabana zum österreichischen Zweitligisten EC Dornbirn. Zur Saison 2009/10 unterschrieb der Angreifer einen Vertrag bei den Heilbronner Falken aus der 2. Bundesliga.
Vor der 2. Eishockey-Bundesliga 2010/11 wechselte Cabana erneut und spielt fortan drei Jahre bei den Ravensburg Towerstars in der 2. Eishockey-Bundesliga, wo er bereits in seiner ersten Spielzeit den Meistertitel erreichen konnte.
Zur Saison 2013/14 gaben die Hamburg Freezers die Verpflichtung des Angreifers bekannt, er unterzeichnete einen Zweijahresvertrag. Der Transfer in die Deutsche Eishockey Liga wurde nur möglich, weil Cabana bis zum Saisonstart einen deutschen Pass erhalten wird. Im November 2014 wurde der Vertrag bei den Freezers auf Wunsch von Cabana aufgelöst, nach offizieller Verlautbarung seitens des Vereins litt der Spieler am postkommotionellen Syndrom, welches laut fachärztlichem Urteil die Ausübung von Profisport nicht zulassen würde. Vier Tage später gaben die Bietigheim Steelers die Verpflichtung des Stürmers und dessen sofortigen Einstieg in den Trainingsbetrieb bekannt, was in der Eishockey-Presse für Aufsehen sorgte, da sich der Hamburger DEL-Klub laut Aussagen der Verantwortlichen „getäuscht fühle“.
In sechs Jahren bei den Steelers erzielte Cabana in 243 Ligaspielen insgesamt 221 Scorerpunkte, gehörte durch seine Spielweise zu den wichtigen Stützen des Kaders und gewann 2015 sowie 2018 zwei weitere Meistertitel mit den Steelers. Im Juli 2020 wechselte er zum EC Bad Nauheim und knapp ein Jahr später weiter zum EHC Bayreuth. Nach zehn Spielen der Saison 2022/23 verließ Cabana die Bayreuth Tigers und kehrte zu den Heilbronner Falken zurück, mit denen er am Saisonende in die Oberliga abstieg.

## Erfolge und Auszeichnungen
- 2011 2. Eishockey-Bundesliga-Meister mit den Ravensburg Towerstars
- 2015 DEL2-Meister
- 2018 DEL2-Meister

## Karrierestatistik
(Legende zur Spielerstatistik: Sp oder GP = absolvierte Spiele; T oder G = erzielte Tore; V oder A = erzielte Assists; Pkt oder Pts = erzielte Scorerpunkte; SM oder PIM = erhaltene Strafminuten; +/− = Plus/Minus-Bilanz; PP = erzielte Überzahltore; SH = erzielte Unterzahltore; GW = erzielte Siegtore; 1 Play-downs/Relegation; Kursiv: Statistik nicht vollständig)